# Mbah Gotho
Mbah Gotho, właściwie Saparman Sodimejo (ur. 31 grudnia 1870 w Sragen, zm. 30 kwietnia 2017 tamże) – indonezyjski mężczyzna, który w chwili śmierci liczył 146 lat. W maju 2010 roku portal solopos.com poinformował, że przy następnych urodzinach skończy już 142 lata, co uczyni z niego osobę starszą o 19 lat od Jeanne Calment – ówczesnej rekordzistki przeżytego wieku. Portal informacyjny Liputan6.com informował, że starzec nie może przypomnieć sobie daty swojego urodzenia, ale dobrze pamięta budowę cukrowni w Sragen w 1880.
W sierpniu 2016 podczas reportażu telewizyjnego „Liputan 6” pokazano zdjęcie, które przedstawiało dowód osobisty Indonezyjczyka (wydany w 2014 roku). Tematem zainteresowały się media. Długość wieku Saparmana nie została wpisana do Księgi rekordów Guinnessa ze względu na brak adekwatnych dowodów. Robert Young z „Gerontology Research Group” stwierdził, że historia urodzenia starca jest „fikcyjna” i „niewiarygodna” oraz porównywalna do tych z Yeti czy potwora z Loch Ness. Artykuł Liputan 6 z 2010 roku wskazuje na istnienie innych osób w podobnym wieku. Pewna kobieta o imieniu Maemunah miałaby urodzić się w 1867 roku.
Zmarł 30 kwietnia 2017 roku w Sragen.